# Dariusz Bohatkiewicz
Dariusz Stanisław Bohatkiewicz (ur. 3 lutego 1972 w Gorlicach) – polski dziennikarz i prezenter telewizyjny oraz radiowy, reporter, aktor telewizyjny i filmowy, scenarzysta, reżyser, przedsiębiorca, pisarz.

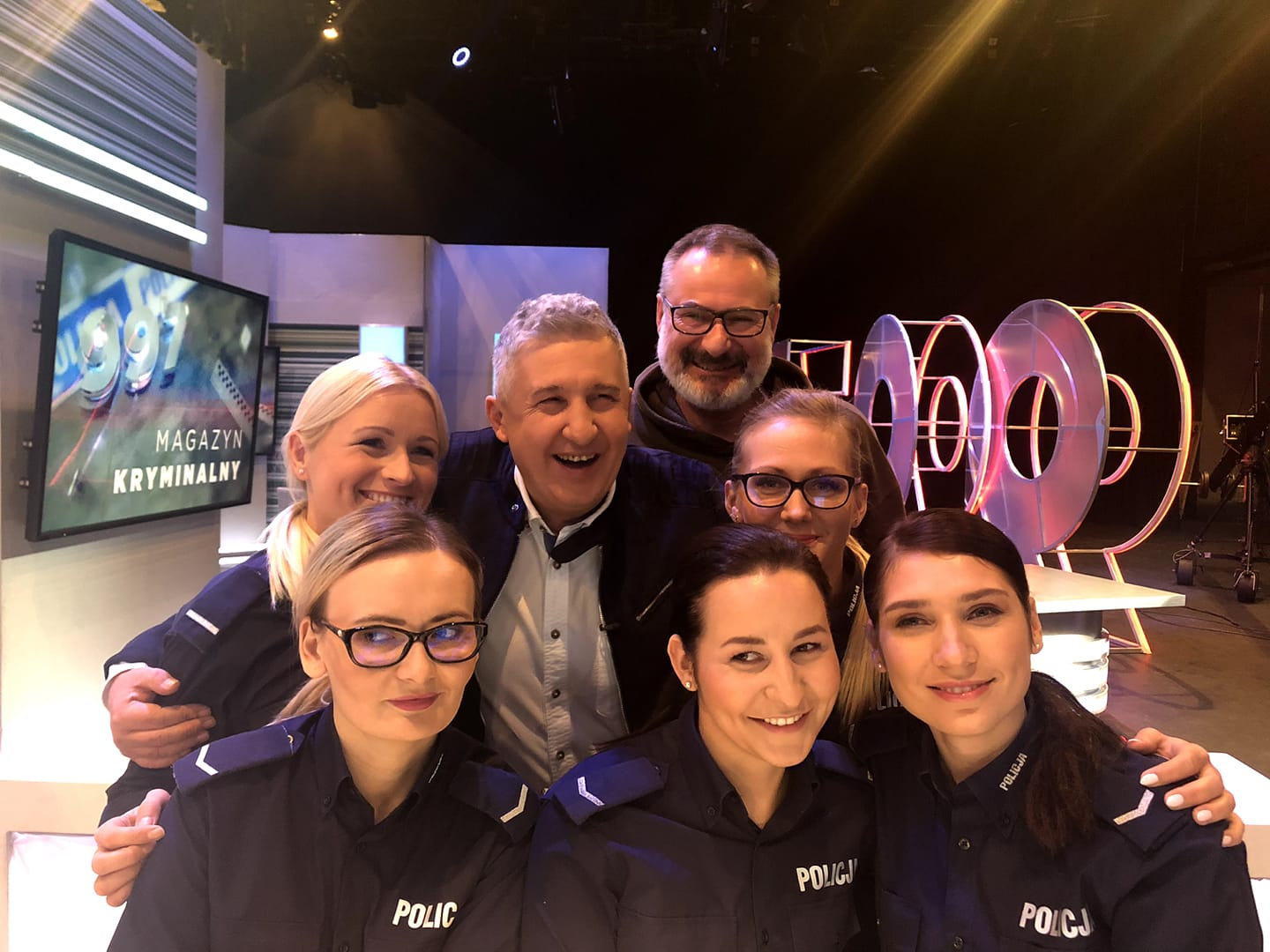
Magazyn Kryminalny 997. Na zdjęciu m.in. Dariusz Bohatkiewicz i Marcjusz Włodarczyk (2020)

## Życiorys
Absolwent I Liceum Ogólnokształcącego im. Marcina Kromera w Gorlicach. Karierę dziennikarza rozpoczynał w krośnieńskim Radiu Fakty. Pracował także w Radiu Plus, RMF FM, TVN, TV Puls. Jako dziennikarz telewizyjny podjął pracę dla TVP3 Kraków.
Następnie został reporterem wojennym, relacjonował dla Telewizji Polskiej wydarzenia w Iraku po zajęciu tego kraju przez USA i ich sojuszników. Od 1996 pracował dla Panoramy TVP2. Następnie od 2001 reporter Wiadomości TVP1.
W 2005 otrzymał Nagrodę Dziennikarzy Małopolski w kategorii „Dziennikarz telewizyjny” za obnażanie bezmyślności urzędników odpowiedzialnych za paraliż Krakowa w czasie śnieżyc oraz nagrodę „Ostre Pióro” przyznawaną przez Business Center Club dziennikarzom propagującym przedsiębiorczość i edukację ekonomiczną.
W kwietniu 2006 radna z Brzeska zarzuciła mu tendencyjną relację z obrad Rady Miejskiej. Komisja Etyki TVP, która rozpatrywała skargę, nie dopatrzyła się naruszenia etyki dziennikarskiej, ale wytknęła dziennikarzowi błędy warsztatowe mogące wypaczać sens wypowiedzi radnej.
W lipcu 2006, wraz z innym dziennikarzem, fotoreporterem i czterema członkami załogi, był na pokładzie śmigłowca, który uległ wypadkowi w Iraku. Żadna z osób nie odniosła poważnych obrażeń.
W tym samym roku otrzymał wyróżnienie w konkursie Most Starosty za wybitne osiągnięcia w dziedzinie dziennikarstwa i promocję Ziemi Gorlickiej.
W 2007 był wykładowcą podczas II edycji Akademii Dziennikarskiej.
Opracowuje materiały informacyjne do Kroniki – regionalnego programu informacyjnego, emitowanego przez TVP Kraków. Prowadzi debaty „na żywo" w TVP Kraków oraz seminaria na różne tematy, np. „Nowy wymiar terroryzmu". „Granice okrucieństwa", „Spotkania z biznesem".
8 września 2008 został aresztowany przez wojska osetyjskie na terytorium Osetii Południowej, gdzie przebywał relacjonując wydarzenia na froncie wojennym pomiędzy Gruzją a Rosją. Powodem zatrzymania było przekroczenie przez ekipę TVP specjalnej strefy buforowej.
9 maja 2018 powołany na członka XI kadencji Komisji Etyki TVP S.A. Od 2018 do 2023 był gospodarzem Magazynu kryminalnego 997. Od lutego 2019 do grudnia 2023 był korespondentem TVP w Londynie, gdzie relacjonował m.in. przebieg wydarzeń po śmierci królowej Wielkiej Brytanii Elżbiety II.